# Water Run Dry
Water Run Dry è un singolo del rapper statunitense 24kGoldn pubblicato il 15 agosto 2020.

## Video musicale
Il videoclip del brano è stato pubblicato sul canale ufficiale del rapper.

## Tracce
1. Water Run Dry – 2:58